# 압델 가니 엘가마시
모하메드 압델 가니 엘가마시(1921년 9월 9일 ~ 2003년 6월 7일, 아랍어: محمد عبد الغني الجمسي)는 이집트의 육군 원수이자 참모총장이다. 1973년 욤키푸르 전쟁에서 큰 활약을 했다.

## 어린 시절
1921년 9월 9일 모누이파 주의 바타눈에서 태어난 엘가마시는 2명의 형제와 5명의 자매가 있었다. 고등학교 졸업 이후, 엘가마시는 이집트 사관학교에 입학해 1941년 보병여단에 배정되었다. 그는 1948년 제1차 중동 전쟁 당시 보병대대의 정보참모였다.

## 욤키푸르 전쟁
1969년 3월 소모전 당시, 이집트 대통령이었던 가말 압델 나세르는 엘가마시를 제2야전군의 사령관으로 임명했다. 그의 임명은 압델 하킴 아메르의 가장 충실했던 사령관들을 교체하는 과정에서 벌어진 일이었고, 이 과정에서 임명된 사령관에는 사드 엘샤즐리, 압둘 무님 리아드, 아흐메드 이스마일 알리도 포함되어 있었다. 엘가마시는 나세르가 1956년 수에즈 위기 당시 이집트 군의 실패로 인해 아메르의 자치적인 군 편제를 믿을 수 없다고 적었다. 엘가마시는 1973년 욤키푸르 전쟁 당시 육군 참모총장으로 복무한 것으로 유명했다. 그는 안와르 사다트 10월 28일 비교전 회담에 참석하는 이집트군의 대표로도 임명되었다.